# Vilcas Huamán (distrito)
Vilcas Huamán é um distrito do peru, departamento de Ayacucho, localizada na província de Vilcas Huamán.

## Transporte
O distrito de Vilcas Huamán é servido pela seguinte rodovia:
- AY-103, que liga a cidade de San Salvador de Quije ao distrito de Los Morochucos [1][2][3]